# Янез Франчишек Гнидовец
Янез (Иван) Франчишек Гнидовец (на словенски: Janez Frančišek Gnidovec) е словенски духовник от XIX - XX век, лазарист, скопски епископ (1924 - 1939).

## Биография
Роден е на 29 септември 1873 година в словенското село Велики Липовец, Австро-Унгария. На 23 юли 1896 година е ръкоположен за свещеник. В 1919 година влиза в лазаристкия орден.
На 29 октомври 1924 година е назначен, а на 30 ноември 1924 година – ръкоположен за епископ на Скопската епархия. Ръкополагането е извършено от връхбосненския архиепископ Иван Шарич, в съслужение със загребския архиепископ Алойзие Степинац и банялучкия епископ Емануел Йосип Степан Гарич.
Епископ Янез пребивава в Призрен, а епархията му освен Вардарска Македония включва и цяло Косово, Новопазарския санджак и части от Черна гора. В 1934 година съобразно с конкордата между Кралство Югославия и Светия престол в Рим, епископ Янез мести седалището си в Скопие.
Умира на 3 февруари 1939 година в Любляна.